# Teemu Keisteri
Teemu Keisteri (finsko: [ˈteːmu ˈkei̯steri]), znan pod umetniškim imenom Windows95man, finski DJ * 22. avgust 1985.

## Kariera
Keisteri je študiral fotografijo na fakulteti za dizajn v Lahtiju. Znan je tudi kot video umetnik, plesni izvajalec in DJ. Keisteri ima lastno umetniško galerijo Kalleria v Kalliu v Helsinkih. Kot DJ črpa svoj umetniški slog in navdih iz sredine devetdesetih let prejšnjega stoletja, ko je izšel operacijski sistem Windows 95.
Keisteri je sodeloval kot Windows95man s Henrijem Piispanenom na tekmovanju Uuden Musiikin Kilpailu 2024 s pesmijo »No Rules!«. Na tekmovanju sta zmagala in postala predstavnika Finske na Pesemi Evrovizije 2024. Nastopila sta v prvem polfinalu in se uvrstila v finale, kjer sta prejela 38 točk in končala na 19. mestu.

## Diskografija

### EP
| Naslov            | Podrobnosti                                                                                               |
| ----------------- | --- |
| Yaksa Yaksa       | - Objavljeno: 11. julija 2019 - Založba: Tokio Drift - Formati: digitalni prenos, pretakanje              |
| Epic Tax Party    | - Objavljeno: 7. junija 2021 - Založba: Samostojno izdano - Formati: digitalni prenos, pretakanje         |
| No Rules! Megamix | - Objavljeno: 14. junija 2024 - Založba: All Day Entertainment Oy - Formati: digitalni prenos, pretakanje |

### Pesmi
| Naslov      | Leto | Najvišja uvrstitev na lestvicah | Najvišja uvrstitev na lestvicah | Najvišja uvrstitev na lestvicah | Album / EP |
| Naslov      | Leto | FIN                             | LTU                             | SWE                             | Album / EP |
| ----------- | ---- | ------------------------------- | ------------------------------- | ------------------------------- | ---------- |
| »No Rules!« | 2024 | 6                               | 35                              | 82                              | —          |